# Bokermannohyla nanuzae
Bokermannohyla nanuzae е вид жаба от семейство Дървесници (Hylidae). Видът не е застрашен от изчезване.

## Разпространение
Разпространен е в Бразилия (Минас Жерайс).

## Описание
Популацията на вида е стабилна.